# Richeville
Richeville és un municipi francès situat al departament de l'Eure i a la regió de Normandia. L'any 2007 tenia 280 habitants.

## Demografia

### Població
El 2007 la població de fet de Richeville era de 280 persones. Hi havia 93 famílies de les quals 16 eren unipersonals (8 homes vivint sols i 8 dones vivint soles), 16 parelles sense fills, 49 parelles amb fills i 12 famílies monoparentals amb fills.
La població ha evolucionat segons el següent gràfic:
Habitants censats

### Habitatges
El 2007 hi havia 113 habitatges, 100 eren l'habitatge principal de la família, 9 eren segones residències i 4 estaven desocupats. 108 eren cases i 4 eren apartaments. Dels 100 habitatges principals, 82 estaven ocupats pels seus propietaris, 13 estaven llogats i ocupats pels llogaters i 4 estaven cedits a títol gratuït; 1 tenia una cambra, 3 en tenien dues, 9 en tenien tres, 35 en tenien quatre i 52 en tenien cinc o més. 65 habitatges disposaven pel capbaix d'una plaça de pàrquing. A 46 habitatges hi havia un automòbil i a 46 n'hi havia dos o més.

### Piràmide de població
La piràmide de població per edats i sexe el 2009 era:
| Homes | Edats   | Dones |
| ----- | ------- | ----- |
| 0     | 95 o +  | 0     |
| 0     | 90 a 94 | 0     |
| 0     | 85 a 89 | 0     |
| 0     | 80 a 84 | 4     |
| 0     | 75 a 79 | 4     |
| 4     | 70 a 74 | 4     |
| 0     | 65 a 69 | 4     |
| 4     | 60 a 64 | 0     |
| 8     | 55 a 59 | 8     |
| 4     | 50 a 54 | 8     |
| 20    | 45 a 49 | 4     |
| 12    | 40 a 44 | 4     |
| 16    | 35 a 39 | 20    |
| 20    | 30 a 34 | 8     |
| 8     | 25 a 29 | 12    |
| 4     | 20 a 24 | 0     |
| 8     | 15 a 19 | 12    |
| 20    | 10 a 14 | 12    |
| 20    | 5 a 9   | 12    |
| 4     | 0 a 4   | 8     |

## Economia
El 2007 la població en edat de treballar era de 193 persones, 145 eren actives i 48 eren inactives. De les 145 persones actives 118 estaven ocupades (73 homes i 45 dones) i 27 estaven aturades (9 homes i 18 dones). De les 48 persones inactives 12 estaven jubilades, 13 estaven estudiant i 23 estaven classificades com a «altres inactius».

### Ingressos
El 2009 a Richeville hi havia 102 unitats fiscals que integraven 276,5 persones, la mediana anual d'ingressos fiscals per persona era de 16.188 €.

### Activitats econòmiques
Dels 15 establiments que hi havia el 2007, 2 eren d'empreses extractives, 3 d'empreses de construcció, 1 d'una empresa de comerç i reparació d'automòbils, 3 d'empreses de transport, 2 d'empreses d'hostatgeria i restauració, 1 d'una empresa immobiliària, 1 d'una empresa de serveis i 2 d'entitats de l'administració pública.
Dels 2 establiments de servei als particulars que hi havia el 2009, 1 era una empresa de construcció i 1 restaurant.
L'any 2000 a Richeville hi havia 6 explotacions agrícoles.

## Equipaments sanitaris i escolars
El 2009 hi havia una escola elemental integrada dins d'un grup escolar amb les comunes properes formant una escola dispersa.

## Poblacions més properes
El següent diagrama mostra les poblacions més properes.